# Obleganje Odese (1941)
Obleganje Odese, ki je Sovjetom znano kot obramba Odese, je trajalo od 8. avgusta do 16. oktobra 1941, med zgodnjo fazo operacije Barbarossa, invazije Sil osi nad Sovjetsko zvezo med drugo svetovno vojno.
Odesa je bila pristanišče ob Črnem morju v Ukrajinski SSR. 22. junija 1941 so sile osi vdrle v Sovjetsko zvezo. Avgusta je Odesa postala tarča romunske 4. armade in elementov nemške 11. armade. Zaradi močnega odpora sovjetske 9. neodvisne armade in hitro oblikovane ločene obalne armade, ki jo je podpirala Črnomorska flota, so sile osi potrebovale 73 dni obleganja in štiri napade, da so zavzele mesto. Romunske sile so utrpele 93.000 izgub, medtem ko so bile izgube Rdeče armade ocenjene na 41.000 do 60.000.

## Uvod v vojno
9. julija 1941 je bila iz enot pomorske skupine sil ustanovljena Primorska armada. 22. julija 1941 se je začelo bombardiranje Odese (skupine bombnikov so na ta dan dvakrat vdrle v mesto).  Zaradi preboja sovjetske obrambe na reki Dnester s strani 11. nemške in 4. romunske armade so se razmere v Odese zapletle.  V začetku avgusta 1941 so čete 4. romunske armade, ki ji je poveljeval general Nicolae Ciupercă (5 pehotnih divizij, dve konjeniški diviziji in ena motorizirana brigada), odrezale enote pomorske vojske (dve strelski diviziji in 1. konjeniška divizija) od glavne sile južne fronte.    Pozneje je bila 4. romunska armada glavna napadalna sila v boju za Odeso. Poleg romunskih vojakov so bili blizu Odese vključeni tudi 72. pehotna divizija Wehrmachta (delno), 2 nemška jurišna in 4 nemški inženirski bataljoni, 3 nemški divizioni težke artilerije in občasno enote Luftwaffe . Do začetka septembra je skupno število nemško-romunskih čet v bližini Odese znašalo okoli 277.000 vojakov in častnikov, do 2.200 topov in minometov, 100–120 tankov in 300 do 400 letal. 

## Bitka
Obramba Odese je trajala 73 dni, od 5. avgusta do 16. oktobra 1941. 10. avgusta je v sektorju 3. korpusa glavnina 7. pehotne divizije dosegla Elssas, medtem ko je 1. gardna divizija prispela na smer Strassburg – Petra Evdokievka . V sektorju 5. korpusa je 1. oklepna divizija prebila prvo obrambno črto Odese. Tisti večer je romunska divizija dosegla drugo obrambno črto. 1. konjeniška brigada je zavzela Severinovco in se priključila 1. oklepni diviziji. Istočasno je 10. polk Dorobanți prevzel sovjetske sile pri Lozovayi. 4. armada je postopoma sklenila krog okoli Odese, vendar je ofenzivo 13. avgusta začasno ustavil Ion Antonescu, da bi okrepil linijo zahodno od brega Hadžibeja . 
Ofenziva se je nadaljevala 16. avgusta, ko so romunske čete napadle vzdolž celotne črte in 17. avgusta zavzele vodne rezervoarje v Odesi. Sovjetske sile so se trdovratno upirale, izvajale ponavljajoče se protinapade, povzročale in terjale velike izgube. Kraljeve romunske zračne sile so aktivno podpirale kopenske enote, motile sovjetski pomorski promet v in iz Odese ter 20. avgusta uničile oklepni vlak. 
Do 24. avgusta so Romuni kljub nenehnim napadom obtičali pred glavno obrambno črto Sovjetov. 4. armada je utrpela že 27.307 izgub, vključno s 5.329 ubitimi v boju. Kljub temu so bili tudi Sovjeti oslabljeni in zahvaljujoč zavzetju Kubanke je romunsko težko topništvo zdaj ogrožalo pristanišče Odesa. V naslednjih treh dneh je bilo v bojih zatišje. 
28. avgusta so Romuni nadaljevali z ofenzivo, okrepljeno z nemškim jurišnim bataljonom in desetimi bataljoni težke artilerije. 4., 11. in 1. armadni korpus so napredovali proti Gnileakovu in Vakarzhanyju, le da jih je naslednji dan na nekaterih območjih potisnil nazaj močan sovjetski protinapad. 30. avgusta so Romuni ponovno prevzeli pobudo, vendar so pridobili zelo malo. Hitler in nemško vrhovno poveljstvo sta ugotovila, da je Antonescu v Odesi uporabljal taktiko iz prve svetovne vojne, ki je bila odvisna od pehote za izvajanje nepodprtih čelnih napadov na obrambo sovjetskih jarkov.  Sovjeti so Kubanko začasno ponovno zavzeli, a jih je mrak pregnal nazaj. Sovjetske čete v Vakarzhanyju so bile obkoljene in so se borile do 3. septembra, ko je združena nemška in romunska pehota uspešno vdrla v vas. 
3. septembra je general Ciupercă dozdajšnjemu generalu Antonescuju predložil spomine, v katerih je poudaril slabo stanje divizij na fronti, ki so bile izčrpane po skoraj mesecu neprekinjenih bojev.  Predlagal je reorganizacijo šestih divizij (3., 6., 7., 14., 21. pehotne in gardne divizije), ki bi bile razdeljene v 2 korpusa in podprte z 8 bataljoni težke artilerije. Te enote bi nato napadle na enem območju, da bi prebile sovjetsko črto. Spomine pa sta zavrnila tako Antonescu kot brigadni general Alexandru Ioanițiu, vodja romunskega generalštaba, ki sta trdila, da bi napad v eni sami smeri preostalo romunsko linijo pustil preveč izpostavljeno. General Antonescu je nato izdal novo direktivo, ki je zahtevala napade med Tatarko in Dalnikom ter Gniliavkom in Dalnikom, ki naj bi jih izvedla 11. in 3. korpus. Ioanițiu je posredoval noto generalmajorju Arthurju Hauffeju, vodji nemške vojaške misije v Romuniji, v kateri ga je obvestil o razmerah v Odesi in prosil za pomoč v obliki letal in več pionirskih bataljonov. Čeprav so romunske kraljeve zračne sile dosegle nekaj uspeha proti sovjetskim kopenskim in zračnim silam, so bile slabo opremljene za protiladijske napade, zato so Sovjete vztrajno krepili in oskrbovali prek mornarice. 
Medtem je bila romunska ofenziva ustavljena, da bi počakali na okrepitve. Prišel je nemški odred, ki ga je vodil generalpodpolkovnik René von Courbier in je sestavljal en pehotni polk, en jurišni pionirski polk in dva topniška polka. Hkrati so Sovjeti prejeli tudi 15.000 mož in strelivo. 9. septembra je Ciupercăja zamenjal generalpodpolkovnik Iosif Iacobici, ki mu je bilo izrecno ukazano, naj brez vprašanj sledi navodilom generalštaba. Ofenziva se je nadaljevala 12. septembra, vendar je bila 14. septembra ponovno začasno ustavljena, ker je romunskim in nemškim topniškim enotam zmanjkovalo streliva. Dva bataljona Vânători so obkolile čete Rdeče armade v bližini brega Hadžibeja, vendar so jih na koncu kljub sovjetskim prizadevanjem, da bi ju uničili, rešili. 
V noči na 15. september so sovjetske čete prekinile stik z romunskim 1. korpusom in se umaknile proti jugovzhodu. 16. septembra je 1. korpus zavzel višine severozahodno od Gross-Liebenthala. Romunske čete so zasedle tudi območje južno od brega Suhoja. Več kot 3.000 sovjetskih vojakov je bilo ujetih, vendar je te izgube nadomestila 157. strelska divizija, ki je štela 12.600 vojakov. Iz Novorosijska je bilo pripeljanih tudi 18 sovjetskih čet. Partizanski boji pa so se nadaljevali v mestnih katakombah . 
Sovjetska protiofenziva, ki naj bi prekinila obleganje, se je zgodila v noči z 21. na 22. september 1941 in je bila vrhunec bitke za Odeso. Enote Rdeče armade so vzpostavile mostišče pri Chebanki in ogrozile šibkejše desno krilo romunske 4. armade. Preden so Sovjeti lahko napadli je formacija 94 romunskih letal (32 bombnikov in 62 lovcev) ob podpori 23 italijanskih letal napadla čete Rdeče armade, ko so napredovale proti severu. Med deseturno zračno bitko, ki je sledila, so bila izvedena številna bombardiranja in obstreljevanja sovjetskega mostišča, pa tudi številni spopadi s sovjetskimi zračnimi silami. Mostišče je bilo razdrobljeno, vse sovjetske čete pa so se v noči s 4. na 5. oktober umaknile z območja. Letalske sile osi so uničile več kot 20 sovjetskih letal (devet ali deset med zračnimi bitkami), medtem ko so med zračnimi boji izgubile enega romunskega lovca in še štiri, ki so jih sestrelila sovjetska raketna letala ali so bila uničena na tleh. Izgubljen je bil tudi en italijanski bombnik Savoia-Marchetti.  
Z napredovanjem sil osi v Sovjetsko zvezo se je Stavka odločila evakuirati branilce Odese. V noči s 14. na 15. oktober 1941 je Črnomorska flota evakuirala garnizijo v Sevastopol, kjer je bila večina enot pozneje uničena v hudih bojih, ki so tam potekali med obrambo Sevastopola. Črnomorski floti je uspelo evakuirati tudi 350.000 vojakov in civilistov.   

## Pomorska vojna
V podporo kopenski ofenzivi je romunska mornarica poslala motorne torpedne čolne v nedavno zasedeno pristanišče Vylkove (v romunščini Vâlcov). V noči na 18. september sta motorna torpedna čolna NMS <i id="mwhA">Viscolul</i> in NMS Vijelia napadla sovjetski konvoj južno od Odese, pri čemer je vsak čoln izstrelil svoja dva torpeda na najbližji sovražnikov rušilec. Trije od štirih torpedov so zgrešili. Četrti torpedo je zadel in poškodoval sovjetski rušilec, vendar rušilec ni eksplodiral.   To je bila ena redkih akcij romunske mornarice za podporo obleganju, ki se je na splošno omejila na patrulje podmornice Delfinul . Žal ni bilo mogoče najti nobenega vira, ki bi potrdil to trditev. 
20. avgusta se je Delfinul boril v edinem spopadu podmornice proti podmornici med obleganjem. Ob 12:08 popoldne je sovjetska podmornica razreda M M-33 proti njej izstrelila torpedo, ki je zgrešil. Delfinul je hitro izvedla protinapad s svojim dvojčkom 13 mm mitraljez, zaradi česar se je sovjetska podmornica potopila in umaknila.
Med oktobrsko evakuacijo so vodna letala Heinkel He 114 romunskega mornariškega letalstva zajela sovjetskega oboroženega trgovca.

## Posledice
Operacije pri Odesi so pokazale pomembne slabosti v romunski vojski, zaradi česar so vojaški in politični voditelji v državi pozvali k prekinitvi vojaških operacij proti Sovjetski zvezi. Antonescu ni upošteval takšnih ugovorov, saj je menil, da sta nadaljnja udeležba in končna zmaga na vzhodni fronti nujni za ponovno vzpostavitev ozemeljske celovitosti Romunije.
Žrtve v bitki za Odeso:
- Romunija
  - 17.729 mrtvih, 63.345 ranjenih in 11.471 pogrešanih
- Sovjetska zveza
  - 16.578 mrtvih ali pogrešanih in 24.690 ranjenih (Glantz)
  - 60.000 mrtvih, ranjenih ali pogrešanih (Axworthy)[1][pojasni][19]

Ponovno zavzetje Besarabije in severne Bukovine v operaciji München in posledična zmaga pri Odesi sta privedli do delne demobilizacije romunske vojske, ki se je zmanjšala s skoraj 900.000 pripadnikov (1. oktober) na 465.000 (1. januar 1942). Politično sta prisotnost romunskih vojakov v Odesi in ustanovitev gubernije Transnistria povzročila poslabšanje mednarodnega položaja Romunije, zaradi česar so Britanci 6. decembra napovedali vojno Romuniji, 12. decembra pa je Romunija napovedala vojno ZDA v znak solidarnosti z Nemčijo in Japonsko.

## Komemoracija
Odesa je bila eno od prvih štirih sovjetskih mest, ki so leta 1945 prejela naziv »Mesto heroj«; druga so bila Leningrad, Stalingrad in Sevastopol. Muzej herojske obrambe Odese (spomenik 411. obalne baterije) je bil odprt na dan 30. obletnice zmage nad nacistično Nemčijo, 9. maja 1975. V bližini je tudi Muzej partizanske slave v Odeških katakombah. Podzemni muzej obeležuje partizansko gibanje v regiji Odese.